# Algemeen Maçonniek Tijdschrift
Het Algemeen Maçonniek Tijdschrift, beter bekend met de afkorting AMT, was een Nederlands weekblad voor de leden van de Orde van Vrijmetselaren.

## Ontstaan
Het weekblad is een voortzetting van De Broederketen (1922 – 1937), wat zelf ook een voortzetting was van het Maçonniek Weekblad en L’Union Fraternelle.
In een eerste reeks werd het tijdschrift uitgegeven sinds 1938, maar de publicatie is gestaakt in 1940 met de ontbinding van de Nederlandse Orde onder de nationaalsocialistische bezetting van Nederland. De tweede reeks startte in 1946 na de bevrijding.

## Inhoud
Het weekblad bracht de leden maçonniek nieuws uit binnen- en buitenland, berichten uit de internationale pers, en boekbesprekingen. Het AMT geeft een blik op het logeleven en -praktijk, waarmee het een bron is voor studie naar de aard en ontwikkeling van de Nederlandse vrijmetselarij vanaf het begin van de Tweede Wereldoorlog tot het begin van de 21ste eeuw.
Eind 2003 is het AMT doorgezet onder de naam Ken U Zelve.